# Tipula simurg
Tipula simurg är en tvåvingeart som beskrevs av Dzhafarov och Evgenyi Nikolayevich Savchenko 1964. Tipula simurg ingår i släktet Tipula och familjen storharkrankar.
Artens utbredningsområde är Azerbajdzjan. Inga underarter finns listade i Catalogue of Life.